# Coupe intercontinentale de futsal 2006
Navigation
2005 2007
La Coupe intercontinentale de futsal 2006 est la neuvième édition de la compétition, la troisième reconnue par la FIFA. La compétition est organisée par la Confédération brésilienne de futsal à Santa Catarina début avril 2006.
Le podium est identique à l'année précédente. Le tenant du titre espagnol, le Boomerang Interviú, conserve son titre, de nouveau face au Malwee/Jaraguá. Leur compatriote de Carlos Barbosa obtiennent à nouveau la troisième place.

## Format de la compétition
Du 6 au 9 avril 2006, la ville brésilienne de Brusque accueille la neuvième édition de la Coupe Intercontinentale.
Les six équipes sont réparties en deux groupes. Leurs trois membres s'affrontent une fois chacun en tournoi toutes rondes.
Les deux poules sont ensuite croisées. Les deux premiers s'affrontent pour le titre, les deuxièmes pour la troisième place et les troisièmes pour la cinquième position.

## Clubs participants
Le Boomerang Interviú, tenant du titre, est le seul représentant européen.
Les finalistes de l'édition 2005 de la Copa Libertadores, le club brésilien finaliste de la Coupe intercontinentale l'année précédente Malwee/Jaraguá et les Paraguayens de l'UA Asunción, sont accompagnés du vainqueur de l'édition 2004, Carlos Barbosa.
Pour la troisième édition de suite, les champions du Japon et des États-Unis représentent leur continent. Les Nord-américains de la ville de Provo (Utah), ServCorp, compostent leur billet grâce à une victoire (4-2) sur World United en finale de sa compétition nationale. Comme lors de la dernière édition, il n'y a pas de représentant du continent africain.
| Confédération | Club                             | Qualification                          |
| ------------- | -------------------------------- | -------------------------------------- |
| UEFA          | Boomerang Interviú               | tenant du titre                        |
| CONMEBOL      | Carlos Barbosa                   | invité (vainqueur en 2004, 3e en 2005) |
| CONMEBOL      | Malwee/Jaraguá                   | vainqueur de la Copa Libertadores 2005 |
| CONMEBOL      | Universidad Autónoma de Asunción | finaliste de la Copa Libertadores 2005 |
| AFC           | Predator FC                      | champion du Japon                      |
| CONCACAF      | ServCorp FC                      | champion des États-Unis                |

Le Groupe A oppose le vice-champion Malwee/Jaraguá aux Américains de Servcop et aux Paraguayens d'Universidad Autónoma de Asunción. Versé dans le Groupe B, le champion en titre Boomerang Interviú croise le fer avec les Japonais de Predator et les Brésiliens de Carlos Barbosa.

## Matchs de classement
| Titulaires :      |        |
|                   |        |
|                   | Donny  |
|                   | Leco   |
|                   | Jonas  |
|                   | Valdin |
|                   | Falcao |
|                   |        |
| Remplaçants :     |        |
|                   | Dimas  |
|                   | Xande  |
|                   | Xoxo   |
|                   | Chico  |
|                   |        |
| Entraîneur :      |        |
| Fernando Ferretti |        |

| Titulaires :   |            |
|                |            |
|                | Luis Amado |
|                | Marquinho  |
|                | Neto       |
|                | Schumacher |
|                | Daniel     |
|                |            |
| Remplaçants :  |            |
|                | Gabriel    |
|                | Julio      |
|                | Andreu     |
|                | Joan       |
|                |            |
| Entraîneur :   |            |
| Jesús Candelas |            |

| Titulaires :      |        |
|                   |        |
|                   | Donny  |
|                   | Leco   |
|                   | Jonas  |
|                   | Valdin |
|                   | Falcao |
|                   |        |
| Remplaçants :     |        |
|                   | Dimas  |
|                   | Xande  |
|                   | Xoxo   |
|                   | Chico  |
|                   |        |
| Entraîneur :      |        |
| Fernando Ferretti |        |

| Titulaires :   |            |
|                |            |
|                | Luis Amado |
|                | Marquinho  |
|                | Neto       |
|                | Schumacher |
|                | Daniel     |
|                |            |
| Remplaçants :  |            |
|                | Gabriel    |
|                | Julio      |
|                | Andreu     |
|                | Joan       |
|                |            |
| Entraîneur :   |            |
| Jesús Candelas |            |

| 3e place           | Carlos Barbosa                      | 4 – 3   | UA Asunción                                     |                                   |                                   |
| 9 avril 2006 11h00 | Tostao · Vitor · Andrey · Carlinhos | (0 - 1) | Alfredo Ortiz · Julián Silvero · Horacio Osorio | Gimnasio Arena Multiusos, Brusque | Gimnasio Arena Multiusos, Brusque |
| 9 avril 2006 11h00 | rapport                             |         |                                                 | Gimnasio Arena Multiusos, Brusque | Gimnasio Arena Multiusos, Brusque |

| 5e place          | ServCorp FC     | 2 – 4   | Predator FC                        |                                   |                                   |
| 9 avril 2006 9h00 | Marcos · Mutito | (0 - 4) | Hiratsuka · Fuji · Ando · Fukuzumi | Gimnasio Arena Multiusos, Brusque | Gimnasio Arena Multiusos, Brusque |
| 9 avril 2006 9h00 | rapport         |         |                                    | Gimnasio Arena Multiusos, Brusque | Gimnasio Arena Multiusos, Brusque |